# Portes al Montseny
Portes al Montseny o Portes del Montseny és una escultura en acer corben rovellat, situat a la població de Sant Celoni, obra de l'escultor Josep Planduira.

## Descripció
Aquesta escultura va ser la guanyadora del Concurs del Museu Urbà 2012 de Sant Celoni, una proposta que va néixer l'any 2012 de la mà d'un col·lectiu d'artistes locals interessats per engegar un projecte que donés una empenta a la creació artística i possibilites de disposar d'espais per mostrar diferents obres d'art.
L'estructura esta feta d'acer corten, integrada per tres arc botants o crosses que s'enllacen, convida a mirar i a caminar a través de les portes, presenta unes formes orgàniques i contundents que volen dialogar amb el paisatge del Baix Montseny.
L'estructura té una alçada de 6 metres d'alçada x 2,30 de llargada x 2,30 d'amplada i un pes de 2.500 Kg, va ser construït l'any 2013.